# Vicente Piniés Bayona
Pío Vicente de Piniés Bayona (Osca, 29 de juny de 1875 - Madrid, 29 de novembre de 1943) fou un advocat i polític espanyol, va ser ministre de  Gràcia i Justícia i Governació durant el regnat d'Alfons XIII.

## Trajectòria
Membre del Partit Conservador, va obtenir acta de diputat per diferents districtes de la província d'Osca a les eleccions generals espanyoles de 1903, 1907, 1914, 1916, 1920 i 1923. Així mateix entre 1918 i 1920 exercirà el càrrec de senador també per la província d'Osca.
Va ser ministre de Gràcia i Justícia entre el 13 de març i el 7 de juliol de 1921 en un gabinet  Allendesalazar, i ministre de Governació entre el 8 de març i el 7 de desembre de 1922 en el govern de José Sánchez Guerra y Martínez. En 1932 fou president de la Reial Acadèmia de Jurisprudència i Legislació.